# Beaulard
Beaulard (Occitaans: Bioulâ) is een plaats (frazione) in de Italiaanse gemeente Oulx. Beaulard ligt aan de voet van de Grand'Hoche. Langs het dorp stroomt de Dora di Bardonecchia. De bewoners worden Beaulardesi of Bolardesi genoemd.
De oudste vermelding van Beaulard dateert van 1065. In dat jaar was de parochie Beaulard een van de veertig kerken die aartsbisschop Kunibert van Turijn aan de proosdij van San Lorenzo te Oulx schonk. De laat-romaanse parochiekerk San Michele Arcangelo is begin 11e eeuw gebouwd en werd in de 15e eeuw verbouwd. In de voormalige apsis - die sind 1493 dienst doet als ingang - is een 15e eeuw fresco bewaard gebleven. Het doopvont in de kerk dateert van 1501.
Beaulard was tot 1929 een zelfstandige gemeente. In dat jaar werd het bij Oulx gevoegd.
Tot aan het faillissement van de kabelbaan in de jaren 90 was Beaulard een wintersportplaats.
Beaulard heeft een station aan de spoorlijn Turijn - Modane.